# Terrier alemany

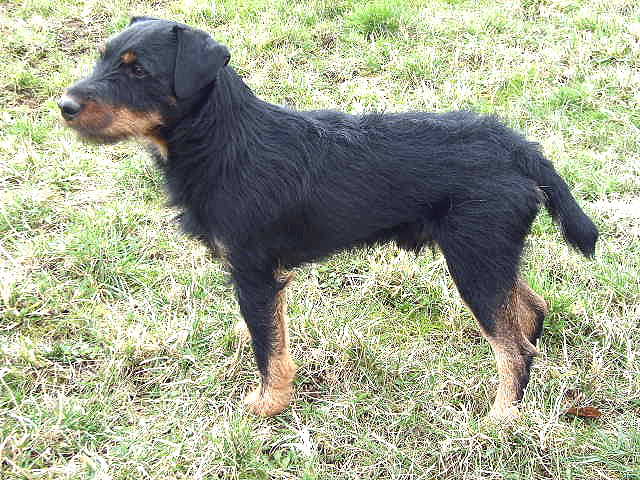
Terrier alemany

El Terrier alemany o Jagdterrier és una raça de Terrier de treball (working terrier en anglès), originari d'Alemanya, utilitzat per a la caça tant en superfície com excavant i buscant en caus. Se'l coneix també com a Terrier alemany de caça. Existeixen des del període d'entreguerres, tant per evitar l'entrada massiva de gossos de caça d'altres països, com per avivar la mitologia nacional amb la recuperació de races alemanyes extintes.

## Temperament
En els Jagdterriers es van desenvolupar totes les qualitats dels gossos de caça. Encara que normalment s'utilitzen per a la caça del teixó, de la guineu o de l'os rentador, també saben perseguir senglars, treure conills dels matolls i seguir pistes de sang com la del cérvol ferit.